# 张村镇 (渑池县)
张村镇，是中华人民共和国河南省三門峽市渑池县下辖的一个乡镇级行政单位。

## 行政区划
张村镇下辖以下地区：
曹窑社区、张村、杜家村、河南庄村、庵北村、漏泉村、苏秦村、荆村、桑树坪村、三化沟村、曹窑村、高桥村、利津村和杨家新村。